# 荒川亮
荒川 亮（あらかわ まこと、1966年10月5日 - ）は、日本の俳優、声優。東京都出身。フリー。

## 人物
1982年にテレビドラマ『3年B組貫八先生』で、デビューする。その後は、映画、舞台、テレビドラマなどで活躍する。また、声優として『こちら葛飾区亀有公園前派出所』の海パン刑事を演じた。
シングル、アルバムも1枚出している。

## 主な出演作品

### 映画
- この子を残して（1983年、松竹）
- 積木くずし（1983年、東宝） - 浩太郎 役
- ザ・サムライ（1986年、東映） - 市谷 役

### テレビドラマ
- 3年B組貫八先生（1982年、TBS） - 田部由彦 役
- 金曜ファミリーワイド「松本清張の地の骨 消えた入試問題」（1984年3月9日、フジテレビ）
- 不良少女とよばれて（1984年、TBS） - 堂本剛 役
- 青い瞳の聖ライフ（1984年 - 1985年、フジテレビ）
- スタア誕生（1985年、フジテレビ）
- あぶない刑事 第49話「乱調」（1987年、日本テレビ） - 瀬川信次 役
- 愛無情（1988年、東海テレビ）
- 太平記（1991年、NHK） - 花山院師資 役

### 舞台
- シェルブールの雨傘 - ギイ 役
- ローマを見た - ミゲル 役
- 姫ちゃんのリボン - 森山 役
- ナースエンジェルりりかSOS - ケトー 役
- GANKUTSU-OH
- 赤ずきんチャチャ - ラスカル先生 役

### テレビアニメ
- こちら葛飾区亀有公園前派出所 - 海パン刑事 役[1]
- こちら葛飾区亀有公園前派出所 THE FINAL 両津勘吉 最後の日 - 海パン刑事 役

## ディスコグラフィ

### シングル
| 発売日        | No.        | タイトル         | 規格       | 規格品番   |
| ポリグラム    | ポリグラム | ポリグラム       | ポリグラム | ポリグラム |
| ------------- | ---------- | ---------------- | ---------- | ---------- |
| 1990年9月25日 | 1          | さよならのレイン | 8cmCD      | PSDR-1012  |
| 1990年9月25日 | 2          | 金曜日のドッグ   | 8cmCD      | PSDR-1012  |

### アルバム
| 発売日        | アルバム | 規格       | 規格品番   |
| ポリグラム    | ポリグラム | ポリグラム | ポリグラム |
| ------------- | --- | ---------- | ---------- |
| 1990年9月25日 | ライク・ア・ストレィ・ドッグ〜金曜日のドッグ 1. Steal Away 2. アンドロイド・LOVE 3. 金曜日のドッグ 4. Scatter Night 5. さよならのレイン 6. 夏の星座 7. ロンリー・ストリート・キャフェ 8. 太陽はウソつき 9. アヴァンチュールで終わらない 10. Please, Understand Me | CD         | PSCR-1012  |